# François Alexis Guyonneau de Pambour
François Alexis Guyonneau de Pambour, né le 15 juin 1766 au Mans (Sarthe), mort le 3 juillet 1802 à Saint-Domingue, est un général de brigade de la Révolution française.

## États de service
Il entre en service le 1er juin 1781, comme aspirant d'artillerie, il devient lieutenant surnuméraire le 1er septembre 1783, lieutenant en second au régiment de La Fère artillerie compagnie Boubers le 20 février 1784, lieutenant en premier le 6 octobre 1787 et lieutenant dans une compagnie d'ouvriers le 30 novembre 1787.
Il est nommé capitaine le 30 mars 1791, et capitaine commandant la 7e compagnie d'ouvriers le 30 août 1792. Il sert de 1792 à 1795, aux armées de la Moselle et de Sambre-et-Meuse. Le 20 mai 1795, il reçoit son brevet de chef d’escadron directeur de l’arsenal de La Fère, et il est nommé chef de brigade le 26 mars 1799, au 7e régiment d’artillerie à cheval, à l’armée d'Italie.
Passé à l’armée du Rhin en 1800, puis à l'armée du Portugal en 1801, il est nommé, le 23 avril 1801, chef de brigade du 8e régiment d’artillerie à cheval puis il est désigné pour faire partie de l’Expédition de Saint-Domingue le 24 octobre 1801, comme directeur de l'artillerie. Le 15 juin 1802, il est promu général de brigade provisoire, commandant de l’artillerie des troupes françaises, par le général Leclerc, nomination approuvée le 30 juillet 1802 après sa mort.
Il meurt le 3 juillet 1802, à Saint-Domingue de la fièvre jaune.

## Sources
- (en) « Generals Who Served in the French Army during the Period 1789 - 1814: Eberle to Exelmans »
- Thierry Pouliquen, « Les généraux français et étrangers ayant servis [sic] dans la Grande Armée » (consulté le 5 janvier 2014)
- François Alexis Guyonneau de Pambour  sur roglo.eu
- (pl) « Napoléon.org.pl »
- Georges Six, Dictionnaire biographique des généraux & amiraux français de la Révolution et de l'Empire (1792-1814), Paris : Librairie G. Saffroy, 1934, 2 vol., p. 551